# The Eras Tour
The Eras Tour foi a sexta turnê da artista musical estadunidense Taylor Swift. Percorrendo estádios na América do Norte, América Latina, Ásia-Pacífico e Europa, a turnê teve início em 17 de março de 2023, no State Farm Stadium em Glendale, Arizona, nos Estados Unidos, e foi concluída em 8 de dezembro de 2024, no BC Place em Vancouver, no Canadá, totalizando 149 apresentações realizadas. Anunciada em novembro de 2022, após o lançamento do décimo álbum de estúdio de Swift, Midnights (2022), foi a sua segunda turnê em estádios após a Reputation Stadium Tour de 2018. Com cerca de 3,5 horas de duração, o repertório da The Eras Tour incluiu mais de 40 canções, organizadas em 10 atos distintos que representaram conceitualmente todos os álbuns de estúdio de Swift; a turnê foi reformulada em maio de 2024, para incorporar seu então novo décimo primeiro álbum de estúdio, The Tortured Poets Department (2024). A turnê também contou com 19 atos de abertura — dois por concerto, como Paramore, Phoebe Bridgers, Raye, Sabrina Carpenter e Benson Boone.
A The Eras Tour recebeu elogios da crítica, que destacaram seu conceito, produção, estética e ambiente imersivo, além da musicalidade, vocais, presença de palco e versatilidade de Swift. Registrou uma demanda pública sem precedentes, vendas de ingressos extraordinárias, altas taxas de comparecimento e desafios técnicos, resultando na introdução de leis anti-revenda e políticas de regulação de preços. A turnê também impulsionou economias, negócios e turismo em todo o mundo, dominou as redes sociais e os ciclos de notícias, e recebeu homenagens e elogios de diversos governos e organizações. Ela se tornou a primeira turnê na história a arrecadar US$ 1 bilhão em receita, tornando-se a turnê de maior bilheteria de todos os tempos.
Durante a turnê, Swift divulgou e lançou uma variedade de trabalhos: as regravações Speak Now (Taylor's Version) e 1989 (Taylor's Version), os videoclipes de "Karma", "I Can See You" e "I Can Do It with a Broken Heart", edições de Midnights e The Tortured Poets Department, e o lançamento de "Cruel Summer" como single. Um filme-concerto de acompanhamento, que documenta as apresentações em Los Angeles, foi lançado mundialmente em 13 de outubro de 2023, em um acordo de distribuição incomum que contornou os maiores estúdios de cinema. Recebendo elogios da crítica, o filme-concerto se tornou o maior em bilheteria na história.

## Antecedentes
Taylor Swift embarcou na Reputation Stadium Tour, sua quinta turnê, em 2018, em apoio ao seu sexto álbum de estúdio, Reputation (2017). A turnê quebrou o recorde de maior bilheteria da história dos Estados Unidos. O surto da pandemia de COVID-19 em 2020 forçou Swift a cancelar o que teria sido sua sexta turnê, Lover Fest, em apoio ao seu sétimo álbum de estúdio, Lover (2019). Desde então, ela lançou três álbuns de estúdio: Folklore (2020), Evermore (2020) e Midnights (2022), além de dois álbuns regravados, Fearless (Taylor's Version) e Red (Taylor's Version), ambos em 2021.

### Datas nos EUA
Durante a promoção de Midnights em talk shows como The Tonight Show Starring Jimmy Fallon e The Graham Norton Show em outubro de 2022, Swift deu pistas sobre uma turnê futura. Em 1 de novembro, ela anunciou no Good Morning America e em suas redes sociais sua sexta turnê, a The Eras Tour, descrevendo-a como "uma jornada pelas eras musicais de [sua] carreira". Inicialmente, ela anunciou 27 shows em 20 cidades dos EUA, começando em março de 2023 em Glendale, Arizona, e terminando em agosto de 2023 em Inglewood, Califórnia. Os atos de abertura incluíram Paramore, Haim, Phoebe Bridgers, Beabadoobee, Girl in Red, Muna, Gayle, Gracie Abrams e Owenn, cada dois deles dividindo uma data da turnê. A Messina Touring Group, parceira da Anschutz Entertainment Group (AEG), foi a promotora da turnê.
Devido à alta demanda, Swift adicionou oito shows em algumas cidades dos EUA no dia 4 de novembro, e mais 17 na semana seguinte, tornando a The Eras Tour a turnê mais extensa de sua carreira nos EUA, com 52 shows, superando a Reputation Stadium Tour, que teve 38. A Billboard descreveu o anúncio da turnê como "o anúncio de turnê mais caótico da década". Entre os parceiros prospectivos da turnê estava a agora falida empresa corretora de criptomoedas FTX; um acordo de patrocínio de US$ 100 milhões com Swift estava em negociações, mas não se concretizou. Em 31 de janeiro de 2023, mercadorias da turnê inspiradas por todas as "eras" dos dez álbuns de Swift foram disponibilizadas para compra em seu site. Em 3 de agosto de 2023, Swift anunciou uma segunda etapa da turnê nos EUA, com shows em três novas cidades em outubro e novembro de 2024, tendo Abrams como ato de abertura.

### Datas internacionais
Em 2 de junho de 2023, Swift anunciou os shows da The Eras Tour na América Latina, com Sabrina Carpenter como ato de abertura. Devido à alta demanda, um terceiro show em Buenos Aires foi anunciado em 6 de junho, poucas horas após o início da venda ao público. O cantor argentino Louta foi confirmado como um ato de abertura adicional. Em 12 de junho, foram anunciados shows adicionais na Cidade do México, Rio de Janeiro e São Paulo. Em 20 de junho, Swift revelou as datas dos shows na Ásia, Austrália e Europa.
De junho a novembro de 2023, novos shows foram adicionados à turnê. Na região da Ásia-Pacífico, o número total de shows em Singapura aumentou para seis, e dois shows extras foram anunciados na Austrália. Na Europa, inicialmente foram adicionados oito shows, seguidos por mais quatorze, e depois dois em Londres; Paramore foi anunciada como o ato de abertura dessa etapa. Nove shows também foram anunciados no Canadá (Toronto e Vancouver), com Abrams como ato de abertura. Em fevereiro de 2024, um segundo show foi adicionado em Madrid após o clube de futebol Real Madrid pedir à La Liga que reprogramasse seu jogo para atender à "demanda extraordinária".
Vários políticos e autoridades governamentais fizeram pedidos para que a turnê fosse realizada em seus países ou cidades. Países como Canadá e Chile eram esperados para serem incluídos na turnê, porém não foram anunciados por Swift em 20 de junho, gerando descontentamento e exigências por parte de fãs e autoridades. Em toda a Ásia, fãs lamentaram a ausência de shows em países como Filipinas, Malásia, Tailândia e Hong Kong, pedindo que a turnê fosse realizada nesses locais. Em especial, o retorno de Swift às Filipinas era altamente aguardado. Alguns jornalistas e fãs opinaram que, ao contrário de locais no Japão e em Singapura—os únicos países asiáticos incluídos na The Eras Tour—os locais em Hong Kong, Filipinas e Tailândia podem não ter a infraestrutura adequada necessária para sediar a turnê. Além disso, Hong Kong e China continental reabriram para estrangeiros muito depois da maioria dos outros lugares, após os bloqueios da pandemia de COVID-19, o que pode ter afetado os planos de turnê, de acordo com o South China Morning Post. Na Malásia, a oposição legal aos direitos LGBT e a proibição de concertos pop durante o Ramadão foram citadas como possíveis razões para a ausência de shows.
Em março de 2024, durante uma coletiva de imprensa, o Primeiro-Ministro de Singapura, Lee Hsien Loong, confirmou que o governo de Singapura havia oferecido "certos incentivos" a Swift para que ela realizasse sua turnê exclusivamente em Singapura, em vez de em outros países do sudeste asiático. Hsien Loong afirmou que o acordo foi um sucesso e defendeu sua decisão, afirmando: "Não vejo isso como algo hostil".

## Produção
A The Eras Tour foi produzida pela empresa de produção de turnês interna de Swift, a Taylor Swift Touring. A empresa contratou cerca de 90 caminhões para transportar cenários, figurinos e outros equipamentos para os shows. O designer de produção canadense Ethan Tobman atuou como diretor criativo da turnê. O The Wall Street Journal relatou que a turnê é uma das produções mais caras e "tecnicamente ambiciosas" do século XXI. A revista de design de interiores Architectural Digest elogiou o design de palco da turnê, considerando-o o "mais ambicioso" de Swift até o momento, e elogiou sua habilidade de criar um worldbuilding.

### Palco e iluminação
A cenografia da The Eras Tour é expansiva e composta por displays digitais. Ela consiste em três palcos separados, conectados por uma rampa larga: um palco principal com uma tela grande e curva; um palco médio em forma de losango; e um palco retangular que, juntamente com a rampa, forma um T no meio do piso. Esses palcos apresentam uma variedade de visuais e efeitos ao longo do show. O conceito da turnê é centrado na construção de um mundo visualmente envolvente, com uma ampla gama de adereços e estilos de performance para transmitir os diferentes humores e estéticas dos álbuns de Swift.
A cenografia é equipada com uma plataforma hidráulica "hiperativa", com os palcos principal e médio contendo blocos móveis que se elevam do centro para formar plataformas de diferentes formas e alturas. A produção da turnê é descrita como "massiva" e fortemente inspirada no teatro da Broadway. É considerada uma experiência 4D, envolvendo pirotecnia, luzes de laser, máquinas de fumaça, canhões de fogo, fogos de artifício internos, pulseiras de LED PixMob, e tecnologia de projeção de imagens, incluindo mapeamento de projeção.

### Música eperformance
Projetada como uma homenagem à discografia de Swift ao longo de seus 17 anos de carreira, a The Eras Tour abrange todos os estilos musicais de seus 10 álbuns de estúdio, desde o country e pop até os gêneros folk e rock alternativo. Alguns veículos de mídia chamaram a The Eras Tour de "turnê dos maiores sucessos" de uma artista ainda em seu auge comercial. O repertório teve um foco um pouco maior nos álbuns que Swift ainda não havia apresentado ao vivo, incluindo as primeiras performances de várias faixas. O conjunto do concerto incluiu 15 dançarinos de apoio, coreografados por Mandy Moore, e uma banda ao vivo composta por seis instrumentistas e quatro vocalistas de apoio femininas. Moore foi recomendada pela amiga de Swift, a atriz norte-americana Emma Stone, que havia trabalhado com Moore no filme musical La La Land (2016). Para se preparar fisicamente para a turnê, Swift seguiu uma rotina de exercícios personalizada desenvolvida pelo treinador pessoal Kirk Myers; ela cantava o repertório completo diariamente enquanto corria na esteira, treinava a dança por três meses antes do primeiro show e evitava consumir álcool.

### Figurinos
Os figurinos de Swift na The Eras Tour recebeu ampla cobertura da mídia. Seus figurinos, assim como os de seus dançarinos acompanhantes, além de seus microfones e guitarras, prestaram homenagem aos seus 10 álbuns. Eles foram inspirados por performances anteriores, videoclipes e aparições públicas, com o objetivo de se alinharem com os temas gerais e paleta da era que Swift referenciou em cada ato, mostrando as diversas estéticas sonoras e visuais que ela adotou em sua carreira. No entanto, os cristais foram uma escolha de moda unificadora; os trajes de cada ato foram adornados com eles.
As roupas e acessórios foram em sua maioria feitos sob medida por casas de moda com as quais Swift havia trabalhado anteriormente, como Versace, Roberto Cavalli, Etro, Nicole + Felicia Couture, Zuhair Murad, Elie Saab, Ashish, Alberta Ferretti, Jessica Jones e Oscar de la Renta. Swift usou variações de alguns figurinos em diferentes shows, geralmente combinados com sapatos de Christian Louboutin. O chapéu fedora preto de Swift de "22" foi projetado por Gladys Tamez. Fausto Puglisi, um designer da Roberto Cavalli, afirmou ter adotado uma "abordagem artesanal para a habilidade" ao customizar os trajes, afirmando que "tudo deve ser chamativo" ao projetar para concertos. Ele incorporou cristais Swarovski nos trajes que Swift usou durante os atos de Fearless, 1989 e Reputation, que exigiram mais de 170 horas de meticuloso "trabalho artesanal por artesãos habilidosos" para serem feitos. O vestido de tule bordado com lantejoulas que Murad projetou para o ato de Speak Now exigiu "mais de 350 horas de trabalho manual no ateliê". Ferretti usou chiffon e micro-bordados para os vestidos da era Folklore, enquanto o bodysuit com franjas de Oscar de la Renta para Midnights foi adornado à mão com mais de 5.300 contas e cristais.
A StyleCaster considerou os figurinos da The Eras Tour como a melhor coleção de moda de Swift para uma turnê. Vanessa Friedman, crítica de moda chefe do The New York Times, descreveu a turnê como um desfile de moda além de um simples show ao vivo, elogiando as escolhas de figurinos de Swift como "fabulosas" e bem pensadas. Friedman destacou que essas escolhas estabeleceram um novo padrão para futuros concertos de outros artistas.

## Sinopse do concerto
Um show da The Eras Tour dura mais de três horas e 15 minutos, sendo o mais longo da carreira de Swift. Ele inclui entre 44 e 46 canções, divididas em 10 atos, cada um representando uma "era musical" de sua discografia. Cada ato possui um esquema de cores específico, com transições facilitadas por interlúdios visuais na tela e trocas de figurino rápidas. Swift interage com o público ao longo do show.

### Março de 2023 a março de 2024
O show começa com o ato Lover. Um relógio na tela faz a contagem regressiva enquanto "You Don't Own Me" (1964), de Dusty Springfield, toca. Cercada por tapeçarias coloridas em tons pastéis, em forma de leque, Swift emerge de uma plataforma no centro do palco, vestindo um bodysuit e botas. Ela abre o show com o refrão de "Miss Americana & the Heartbreak Prince", seguido por "Cruel Summer". Acompanhada por dançarinos, Swift apresenta "The Man" e "You Need to Calm Down" usando um blazer com lantejoulas, em um cenário que imita cubículos de escritório. Em seguida, ela faz uma saudação ao público com a casa de bonecas do clipe de "Lover" na tela, representando suas várias eras musicais. Ela canta uma versão acústica de "Lover" no violão com sua banda, vocalistas de apoio e dançarinos, seguida por uma apresentação simples de "The Archer" sozinha na rampa. O segundo ato, Fearless, começa com a tela mostrando faíscas elétricas douradas caindo. Swift reaparece em um vestido com franjas douradas e botas country, características de seu estilo inicial. Ela canta "Fearless" no palco principal, "You Belong with Me" no centro do palco e "Love Story" no palco T, todas acompanhadas por sua banda e vocalistas de apoio.
O terceiro ato, Evermore, adota uma estética de floresta. Swift começa cantando "'Tis the Damn Season" em um vestido longo, seguida por uma temática sombria que leva a "Willow" em uma sessão "bruxesca"; ela veste uma capa verde escura e se apresenta com dançarinos segurando orbes laranja luminosos. Ela continua com "Marjorie", seguida por "Champagne Problems" em um piano coberto de musgo sob um carvalho, e conclui o ato apresentando sua pianista Karina DePiano, seguida por "Tolerate It" em uma mesa de jantar reminiscente de Citizen Kane (1941). Visuais de cobras e luzes diminuindo iniciam o ato Reputation. Swift reaparece com um macacão assimétrico preto e vermelho com cobras, acompanhada por dançarinas vestindo collants góticos preto e vermelho. Ela entrega uma performance energética de "...Ready for It?", seguida por "Delicate". "Don't Blame Me" apresenta feixes de luz e Swift em uma plataforma elevada. Ela transita para "Look What You Made Me Do", que traz visuais na tela de Swift em todas as suas eras, presas em caixas de vidro, e dançarinos vestidos com alguns de seus antigos figurinos. O ato conclui com uma cobra deslizando para fora da tela.
O quinto ato, Speak Now, começa com um mosaico abstrato de luzes roxas no palco. Swift, vestida com um vestido de gala, entra pelo fundo do palco e canta "Enchanted"; a partir de 7 de julho de 2023, ela também passou a apresentar "Long Live" com sua banda. O esquema de cores muda para se adequar ao próximo ato, Red; uma dançarina abre uma caixa que toca trechos de "Red", "Everything Has Changed" ou "Holy Ground", e "State of Grace". Balões vermelhos surgem, e Swift canta "22" usando uma versão da camiseta branca e chapéu preto do videoclipe da canção. Perto do final da canção, ela cumprimenta um fã previamente selecionado da plateia, dando-lhe o chapéu. Swift canta "We Are Never Ever Getting Back Together" e "I Knew You Were Trouble" acompanhada com dançarinos, todos vestidos com um macacão vermelho e preto. Em seguida, ela veste um vestido vermelho e preto e canta "All Too Well (10 Minute Version)" no violão, acompanhada pela banda. O ato termina com neve artificial caindo.

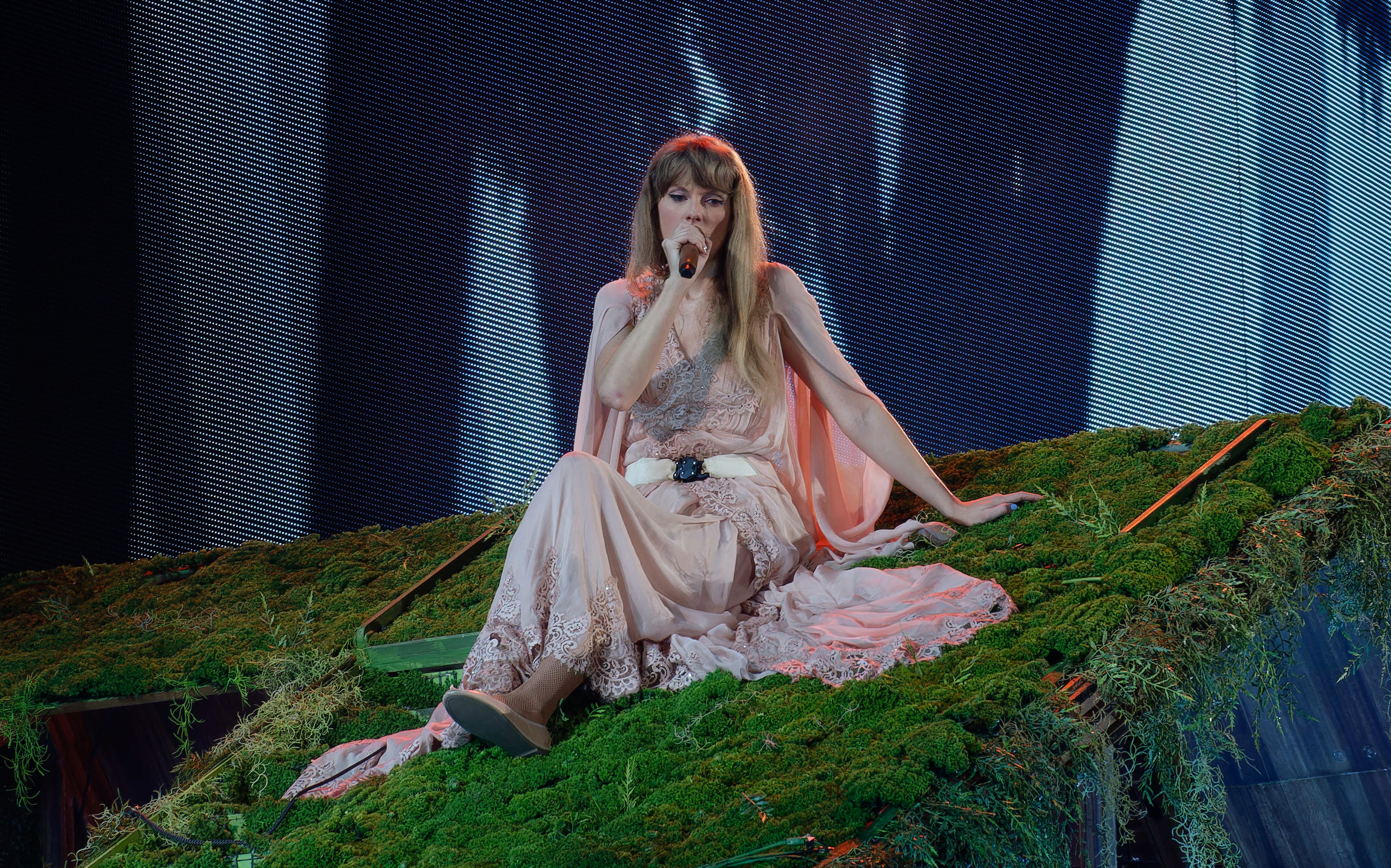
No ato Folklore, Swift veste um vestido com babados da Alberta Ferretti, que se alinha com a estética cottagecore do álbum

O sétimo ato, Folklore, é dominado pelo estilo Cottagecore e é introduzido com uma recitação de "Seven". O palco é adornado com uma cabana bucólica em forma de A, semelhante da apresentação de Swift no Grammy Awards de 2021, em uma plataforma elevada com uma escadaria. Swift apresenta "Invisible String" ou "The 1" no telhado da cabana, seguida por "Betty" com sua banda, e "The Last Great American Dynasty" com dançarinos vestidos com roupas de época. Em seguida, ela canta "August", que transita para a ponte de "Illicit Affairs" em uma versão de rock, seguida por "My Tears Ricochet" com dançarinas usando vestidos longos e brilhantes, em uma coreografia que lembra um cortejo fúnebre. Swift retorna à cabana para apresentar "Cardigan", encerrando o ato com vaga-lumes enquanto a cabana se retrai.

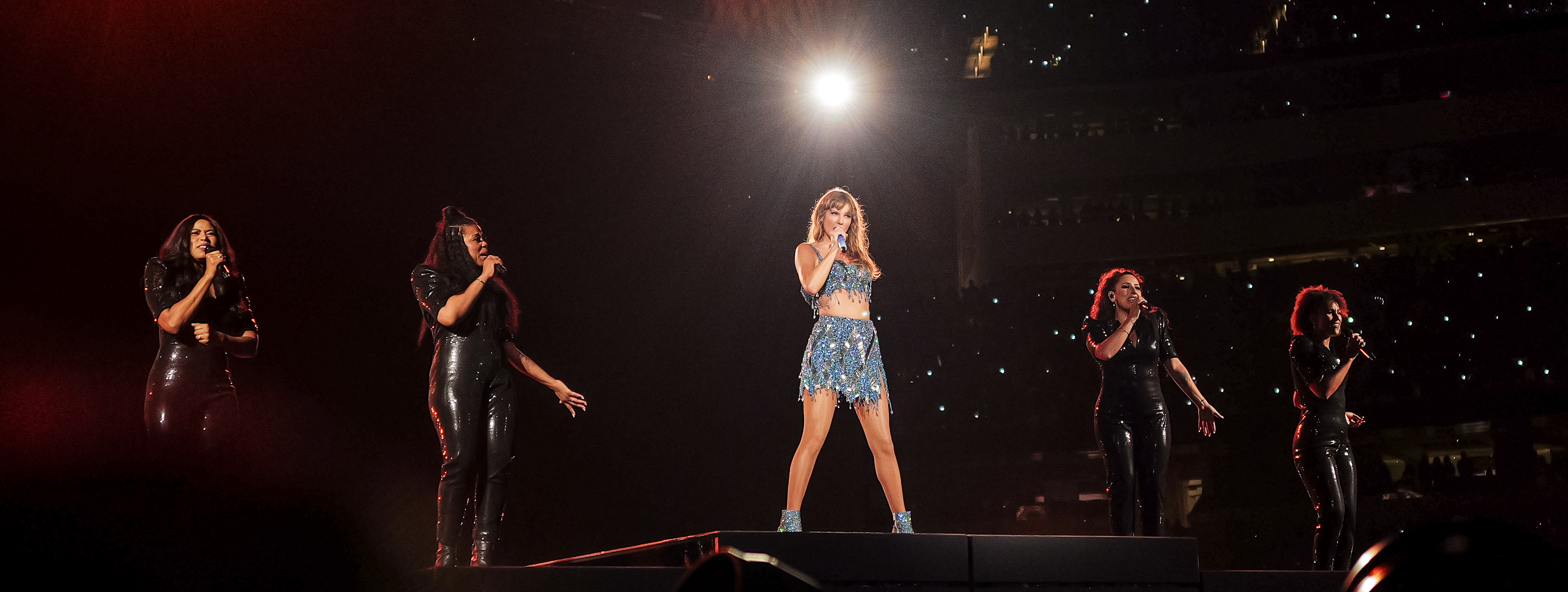
Swift durante o ato 1989

1989, o oitavo ato, começa com a tela exibindo o horizonte de uma cidade iluminada por neon. Swift, vestindo um cropped e uma saia, canta "Style" acompanhada por dançarinos com figurinos preto e branco. No meio do palco, dançarinas andam de bicicletas neon durante "Blank Space" e usam tacos de golfe azuis para destruir um carro animado Shelby Cobra. Em seguida, ela apresenta "Shake It Off" como uma animada festa de dança; "Wildest Dreams", com clipes de um casal na cama; e "Bad Blood", acompanhada por dançarinas e intensa pirotecnia. É seguido pelo ato acústico, onde Swift toca duas canções surpresa no violão e no piano. Em uma ilusão de ótica, um corpo d'água se forma ao redor do piano e envolve o palco; Swift então mergulha e parece nadar debaixo d'água, ao longo da rampa, até o palco principal.
O ato final, Midnights, começa com uma onda da ilusão se chocando contra a tela; Swift acorda em uma cama e sobe uma escada até uma nuvem. A tela inferior se divide, e dançarinos carregam nuvens enquanto Swift reaparece vestindo um casaco de pele sintética para cantar "Lavender Haze". Ela tira o casaco e apresenta "Anti-Hero" acompanhada de um vídeo dela mesma como uma criatura aterrorizando uma cidade. Dançarinos se apresentam com guarda-chuvas enquanto Swift canta "Midnight Rain" e faz uma troca de roupa no palco, reaparecendo com um body azul meia-noite adornado com strass. Em seguida, ela faz uma "dança com cadeira" coreografada para "Vigilante Shit", influenciada pelo burlesco sensual e pelo musical Chicago de 1975. Swift continua com "Bejeweled", com movimentos inspirados na dança viral no TikTok, e "Mastermind", com toda a equipe de dança vestindo robes pretos. "Karma" é a última canção, com Swift e os dançarinos com jaquetas com franjas de lamê, encerrando o show com fogos de artifício, visuais coloridos e confetes.

### A partir de maio de 2024
A partir de maio de 2024, Swift reformulou o repertório para incluir um novo ato com canções de seu décimo primeiro álbum de estúdio, The Tortured Poets Department, lançado em abril de 2024. "The Archer", "Long Live", "The 1", "The Last Great American Dynasty", "'Tis the Damn Season" e "Tolerate It" foram removidas de seus respectivos atos para dar espaço ao novo álbum. Os atos de Speak Now e Red foram adiantados para o quarto e terceiro atos, respectivamente, enquanto os atos de Folklore e Evermore, considerados "álbuns-irmãos", foram fundidos em um só. O ato de The Tortured Poets Department foi adicionado após o de 1989, precedendo o ato acústico.

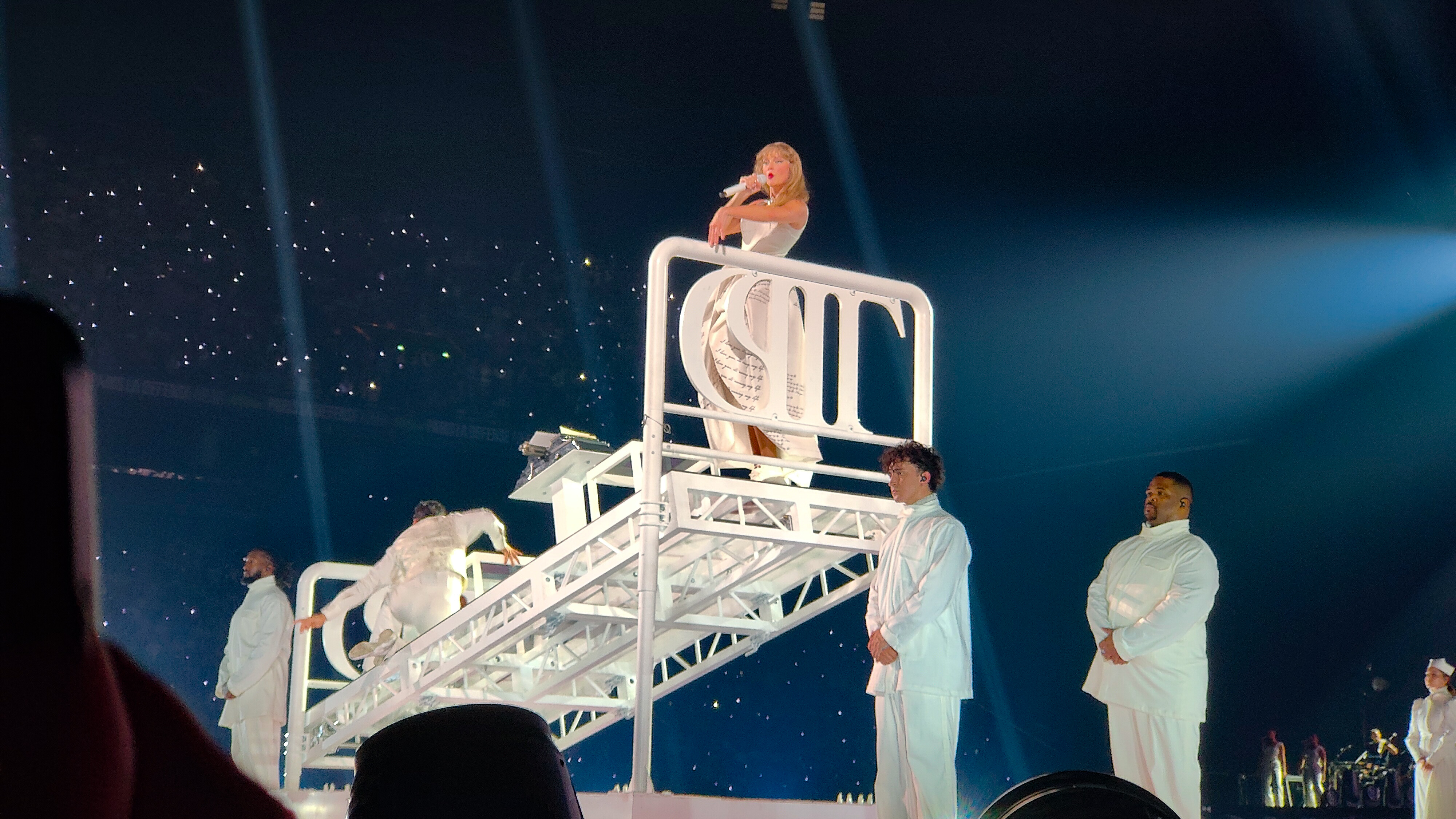
Swift apresentando "Fortnight" durante o ato The Tortured Poets Department, em uma cama decorada com o logotipo do álbum.

O ato The Tortured Poets Department é marcado por uma estética predominantemente em preto e branco, inspirada na dark academia. Ele começa com a tela mostrando peças de mobília descendo do céu, junto com pedaços de papel, que se transformam em uma estrada deserta, onde os móveis caem e se despedaçam. Swift aparece no palco usando um vestido de espartilho branco e canta "But Daddy I Love Him" e trechos de "So High School", acompanhada por dançarinos vestidos de branco. Durante a performance de "Who's Afraid of Little Old Me?", Swift se apresenta em um bloco de vidro móvel, criando a ilusão de que ela está levitando. Essa cena culmina com a tela exibindo Swift possuída por um espírito maligno. Em seguida, um objeto voador não identificado (OVNI) aparece na tela e tenta abduzir Swift, que começa a cantar "Down Bad" enquanto o bloco móvel flutua sobre uma galáxia digital. Na transição para "Fortnight", o palco apresenta uma cama com a sigla "TTPD" e duas dançarinas vestidas como enfermeiras. Swift canta sentada na cama com uma máquina de escrever, em frente a um dançarino. Depois, ela segue com "The Smallest Man Who Ever Lived", colocando uma jaqueta branca de banda marcial, enquanto os dançarinos marcham ao seu lado tocando tambores. O ato termina com uma peça, acompanhado por música jazz animada, em que Swift retira o vestido, revelando um conjunto de duas peças, preparando o palco para "I Can Do It with a Broken Heart".

## Análise da crítica
A The Eras Tour recebeu críticas "extremamente positivas" de especialistas em música e entretenimento, que destacaram tanto o espetáculo grandioso quanto a "artística refinada" da apresentação. A Billboard chamou a turnê de "o grande sucesso do ano". Neil McCormick do The Daily Telegraph, Keiran Southern do The Times, Adrian Horton do The Guardian, Kelsey Barnes do The Independent, Ilana Kaplan do i, e Erica Campbell da NME, deram a nota máxima de cinco estrelas à turnê. McCormick descreveu o show como "um dos mais ambiciosos, espetaculares e encantadores shows de pop em estádio já vistos", elogiando a habilidade musical, vocais e energia de Swift. Southern chamou a turnê como "um gênio do pop no auge de sua forma". Horton destacou a seleção musical "extasiante", o conceito, a cenografia "extravagante" e a resistência e vocais de Swift. Barnes considerou a turnê um "espetáculo definidor de carreira", com atos que destacam as transformações na arte de Swift, enquanto Kaplan elogiou a "incomparável" habilidade de apresentação, a coreografia "mais vibrante", os estilos camp e as transições "impecáveis" entre os atos. Campbell elogiou o aspecto narrativo do show, que integra os 10 atos, aprimorado pela cenografia, pela atmosfera cinematográfica e pela moda. James Thomson, do Australian Financial Review, observou que "Swift domina o imenso palco como uma mestre, passando por inúmeras trocas de figurino e cenários elaborados, enquanto interpreta 44 canções em três horas e meia".
A versatilidade da música, visuais e arte performática do show recebeu ampla aclamação nas críticas. Jornalistas como Rebecca Lewis da Hello!, e Carson Mlnarik da MTV, destacaram a presença de palco de Swift e seu compromisso com a arte; Lewis descreveu os alter egos de Swift na turnê como uma transição de "estrela country a princesa pop e bruxa do folclore", enquanto Mlnarik elogiou a fidelidade dos visuais à estética de cada álbum. Críticos do The Week e do Dallas Observer também concordaram, destacando os visuais "de tirar o fôlego" e a moda "deslumbrante". Jason Lipshutz, da Billboard, ressaltou os vocais "poderosos" de Swift, seus personagens artísticos envolventes e suas habilidades técnicas. Jon Caramanica, do The New York Times, destacou a escala e ambição da turnê, bem como a representação dos diversos momentos da carreira de Swift. Spencer Kornhaber, da The Atlantic, elogiou a direção de arte, o suspense e a sequência dos atos, enquanto Mikael Wood, do Los Angeles Times, descreveu o show como uma "aula de ambição pop", demonstrando a amplitude de Swift. Tyler Foggatt, editor sênior da The New Yorker, observou que a The Eras Tour reflete o entendimento profundo de Swift sobre si mesma, criando uma turnê "dedicada exclusivamente à ideia de uma trajetória—de uma carreira, de uma identidade musical, de uma vida—que pode ser claramente traçada de uma era para a outra".

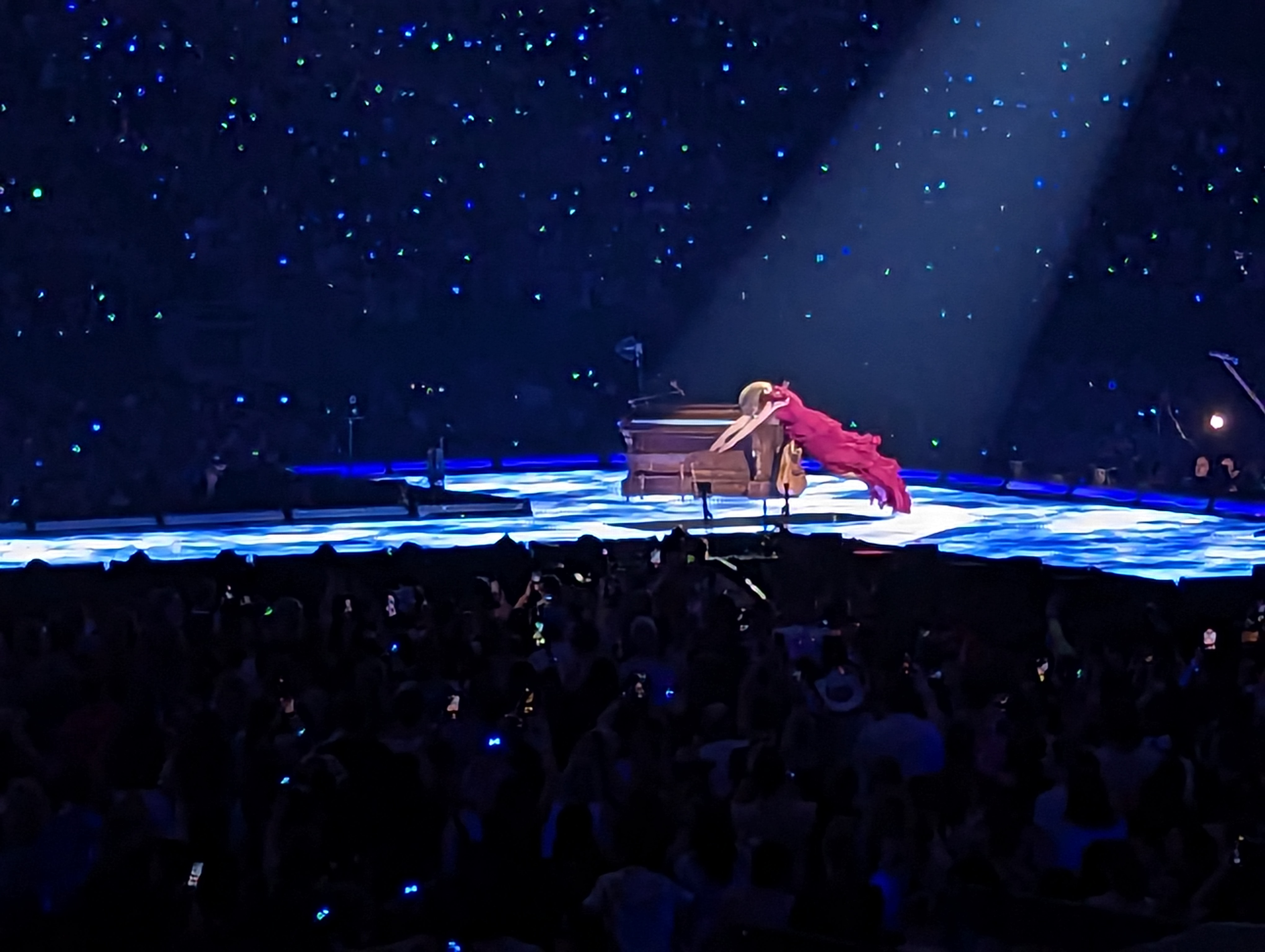
Swift "mergulhando" no palco

Críticos também destacaram o valor de produção e a direção artística da turnê. Philip Cosores, do Uproxx, chamou-a de "o show em estádio mais impressionante já concebido". Jonathan Cohen, da Spin, elogiou o design de palco sofisticado, o uso de tecnologia de última geração e a experiência imersiva no "universo musical cada vez mais sofisticado" de Swift. Chris Willman, da Variety, destacou que o show "épico" comprovou que "a criadora do maior corpo de canções pop do século XXI é também a performer mais popular do momento". Christina Fuoco e Andy Gensler, da Pollstar, consideraram a produção "deslumbrante e com um gosto refinado", e "música ao vivo no seu mais alto espetáculo". Waiss David Aramesh, da Rolling Stone, descreveu-o como "um espetáculo de produção de altíssimo nível". Melinda Sheckels, do Consequence, elogiou a abordagem "nuançada e interpretativa" na representação dos álbuns de Swift e destacou a "imensidão, arte e destreza técnica" da produção.
A turnê renovada, após o lançamento de The Tortured Poets Department, continuou a receber aclamação. Annabel Nugent, do The Independent, e Fiona Sheperd, do The Scotsman, destacaram a coreografia, a produção de última geração, a seleção de faixas e a energia constante de Swift. McCormick declarou que "não há dúvida de que Taylor Swift é a melhor do mundo no momento". Mark Sutherland e Anna Leszkiewicz também notaram que a escala e as performances da turnê mantiveram seu impacto, mesmo após mais de 100 shows e a disponibilidade do espetáculo como filme em streaming; Leszkiewicz, no New Statesman, descreveu Swift como "uma atriz talentosa" com uma presença de palco "altamente teatral"—"seja exibindo sorrisos falsamente tímidos, se deleitando em reviradas dramáticas dos olhos, ou mergulhando em movimentos teatrais à la Bruxa Malvada do Oeste". Petridis, no The Guardian, chamou a turnê de "uma extravagância surpreendente e ousada, estranhamente íntima", acrescentando que seria inútil continuar a revisar o espetáculo, pois "cada detalhe já foi meticulosamente analisado e discutido". Críticas publicadas no Berliner Zeitung e na Süddeutsche Zeitung elogiaram Swift por sua presença de palco imponente e carisma, considerados raros entre seus colegas.

## Venda de ingressos
As vendas de ingressos para a The Eras Tour foram gerenciadas por diversas agências de bilhetagem ao redor do mundo, como a Ticketmaster, em várias datas. A demanda sem precedentes fez com que os ingressos se esgotassem em poucas horas em todos os locais. Em muitos países, houve falhas técnicas, e a compra em massa por revendedores e bots foi reportada em diversos locais, levando a ingressos sendo revendidos a preços exorbitantes. O StubHub destacou que as vendas da The Eras Tour estavam "a caminho de se tornar as melhores de qualquer artista que [eles] já tenham visto".

### Estados Unidos e Canadá
A primeira etapa da turnê nos Estados Unidos estava programada para começar a venda de ingressos ao público em geral em 18 de novembro de 2022. Graças à parceria de longa data de Swift com a Capital One, os portadores de cartão tiveram acesso antecipado à pré-venda, que iniciou em 15 de novembro. Os fãs puderam se inscrever no programa Verified Fan da Ticketmaster de 1 a 9 de novembro para receber um código exclusivo, garantindo acesso à pré-venda do TaylorSwiftTix no dia 15. Aqueles que adquiriram produtos no site de Swift receberam "boosts" adicionais, enquanto os antigos titulares de ingressos da Lover Fest tiveram acesso preferencial à pré-venda, desde que usassem a mesma conta na Ticketmaster. Swift divulgou os preços dos ingressos antecipadamente, descartando o modelo de "ingressos platinum"; os valores variavam entre US$ 49 e US$ 449, com pacotes VIP entre US$ 199 e US$ 899. De acordo com a Ticketmaster, o TaylorSwiftTix Presale foi projetado para garantir "a melhor oportunidade de colocar mais ingressos nas mãos dos fãs que realmente querem assistir ao show", evitando bots e cambistas. A empresa destacou que, se a demanda "excedesse a oferta", alguns fãs verificados poderiam ser selecionados aleatoriamente para participar da pré-venda. Posteriormente, a Ticketmaster revelou que recebeu um número recorde de 3.5 milhões de registros de fãs verificados para a The Eras Tour. Antes da pré-venda da segunda etapa, em 11 de agosto, a Ticketmaster estimou que 14 milhões de usuários estavam competindo por cerca de 625 mil ingressos disponíveis.
A Ticketmaster também foi responsável pelas vendas de ingressos no Canadá, utilizando o programa Verified Fan. Os membros do programa Avion Rewards do Royal Bank of Canada receberam acesso exclusivo a uma pré-venda separada. Estima-se que 31 milhões de pessoas se inscreveram para a pré-venda Verified Fan em Toronto, o que equivale a mais de 77% da população do Canadá.

### América Latina
Os ingressos para a turnê na América Latina foram disponibilizados no início de junho de 2023. Na Argentina, a pré-venda começou em 5 de junho, exclusiva para clientes do Banco Patagonia. A demanda foi gigantesca, com cerca de um milhão de pessoas na fila para comprar os 24 mil ingressos disponíveis para os shows em Buenos Aires durante a pré-venda, e mais de três milhões durante a venda geral. A DF Entertainment, parceira promotora da turnê no país, relatou que a procura foi "sem precedentes"; o CEO Diego Finkelstein classificou a demanda como "sem precedentes", levando o jornal Perfil a afirmar que Swift poderia facilmente lotar o estádio 36 vezes. No dia do show, mais de um milhão de pessoas tentaram adquirir ingressos de última hora.
No México, a pré-venda foi gerenciada pelo programa Verified Fan da Ticketmaster, com inscrições ocorrendo de 2 a 7 de junho, seguida pela venda ao público em geral. No Brasil, os detentores de ingressos da Lover Fest e clientes do C6 Bank Mastercard tiveram acesso à pré-venda nos dias 6 e 10 de junho, respectivamente. Imediatamente após o anúncio dos shows em 2 de junho, fãs começaram a acampar do lado de fora do Allianz Parque em São Paulo para garantir ingressos físicos, que só estariam disponíveis para o público geral a partir de 12 de junho. Os ingressos da pré-venda do Mastercard esgotaram em apenas 30 minutos, com mais de um milhão de pessoas na fila. No dia 12 de junho, mais de dois milhões de usuários aguardavam online pela abertura da venda geral.

### Ásia-Pacífico
No Japão, os ingressos foram vendidos exclusivamente pelo sistema Loppi da Lawson, utilizando um formato de loteria. A pré-venda para clientes American Express ocorreu de 23 a 26 de junho de 2023, seguida pela pré-venda geral da Lawson, que se estendeu de 27 de junho a 10 de julho. Devido à demanda excepcionalmente alta, a Lawson anunciou uma segunda pré-venda por loteria, realizada entre 28 de julho e 3 de agosto. Quando a venda geral adicional foi aberta em 22 de agosto de 2023, os ingressos se esgotaram imediatamente.
Na Austrália, os ingressos estavam disponíveis apenas através do Ticketek. De acordo com o The Guardian Australia, a demanda pela etapa australiana da turnê foi sem precedentes. Em apenas 12 horas, mais de um milhão de pessoas se inscreveram para obter códigos de pré-venda. Os pacotes VIP para clientes American Express, disponibilizados de 26 a 28 de junho, esgotaram no primeiro dia, com o site colapsando em menos de meia hora. Em resposta às denúncias de cambismo destacadas pela organização de consumidores Choice, o governo de Victoria declarou a turnê  em Melbourne como um "evento de grande porte", uma medida legal que penaliza a revenda de ingressos e a propaganda enganosa. Em Nova Gales do Sul, onde a revenda de ingressos a mais de 10% acima do valor original já era ilegal, o governo iniciou uma investigação na plataforma de revenda Viagogo após os relatos de cambismo. Em 28 de junho, os usuários registrados na Frontier Touring Company tiveram acesso à pré-venda, na qual mais de quatro milhões de pessoas tentaram adquirir ingressos, estabelecendo um recorde nacional; os ingressos esgotaram em três horas. O Ticketek relatou ter neutralizado mais de 500 milhões de tentativas de compra por bots durante a pré-venda. A venda pública, realizada em 30 de junho, também esgotou no mesmo dia. Uma segunda venda, em 10 de novembro, esgotou em menos de duas horas em Sydney e em menos de uma hora em Melbourne. Uma terceira venda, com um número limitado de ingressos, incluindo assentos com visão restrita, aconteceu em 13 de fevereiro de 2024.
Em Singapura, os clientes do United Overseas Bank (UOB) em Singapura, Malásia, Tailândia, Indonésia e Vietnã tiveram acesso à pré-venda em 5 de julho de 2023, com mais de um milhão de pessoas na fila virtual. O The Straits Times relatou que fãs de Swift em Singapura e em outros países do Sudeste Asiático se apressaram para obter cartões UOB. Cerca de 22 milhões de usuários se registraram para tentar adquirir um dos 330 mil ingressos disponíveis durante a venda geral em 7 de julho, realizada tanto online quanto em agências dos Correios de Singapura; os ingressos esgotaram instantaneamente, apesar dos colapsos no site. A Klook, parceira oficial da turnê em Singapura, ofereceu pacotes de viagem com ingressos, que foram rapidamente adquiridos por fãs filipinos e esgotaram imediatamente. O Marina Bay Sands também vendeu ingressos combinados com estadias em hotéis e outras experiências exclusivas.

### Europa
Os shows em Lisboa tiveram suas vendas abertas nos dias 12 e 27 de julho de 2023, por meio da See Tickets. Todos os ingressos para ambos os shows esgotaram em apenas 2,5 horas. Devido à alta demanda por um show extra em Madrid, a La Liga aprovou o pedido do Real Madrid para alterar a data de um jogo de futebol de 26 para 25 de maio de 2024, permitindo a realização de um segundo show da turnê no Estádio Santiago Bernabéu, no dia 29 de maio.
Na Alemanha, três milhões de pessoas aguardaram na fila para comprar ingressos, enquanto 600 mil se registraram para os shows em Varsóvia. Em Viena, todos os 170 mil ingressos para os três shows esgotaram nas primeiras horas, marcando a maior e mais rápida venda de ingressos da história da Áustria. Em Zurique, os 95 mil ingressos disponíveis esgotaram em apenas 30 minutos. Na Itália, cerca de dois milhões de pessoas tentaram adquirir ingressos para os dois shows em Milão, conforme relataram os organizadores italianos D'Alessandro & Galli.
Na França, a TF1 relatou a maior demanda já registrada para uma pré-venda. Angelo Gopee, chefe da Live Nation France, comentou que a demanda foi tão intensa que muitos usuários se encontraram em uma fila virtual apenas para se inscrever na lista de espera, que, potencialmente, daria acesso à bilheteira. "Nunca vimos algo assim na França", afirmou ele. A pré-venda para Paris começou em 11 de junho de 2023, com mais de um milhão de usuários aguardando. A Ticketmaster suspendeu as pré-vendas para Paris e Lyon em menos de uma hora devido a problemas de login, e essas pré-vendas foram reagendadas para 17 a 21 de julho. Mais de 250 mil ingressos foram vendidos para os seis shows na França, e Arnaud Meersseman, da AEG France, estimou que Swift poderia ter feito doze shows devido à demanda avassaladora. De acordo com a RMC, a capacidade dos quatro shows na Paris La Défense Arena foi aumentada de 41 mil para 45 mil lugares, permitindo que Swift se apresentasse para 180 mil pessoas somente em Paris.
A venda de ingressos no Reino Unido foi administrada pela Ticketmaster e AXS. Aqueles que pré-encomendaram o álbum Midnights puderam acessar a pré-venda de 10 a 12 de julho. Os responsáveis pelo Estádio de Wembley, em Londres, descreveram a demanda por ingressos como "sem precedentes" e observaram que os tempos de espera foram "mais longos do que o habitual". A pré-venda para o Principality Stadium, em Cardiff, ocorreu em 14 de julho. Além dos problemas técnicos nos sites, a Forbes relatou extensa revenda de ingressos no Reino Unido, com ingressos sendo rapidamente revendidos em plataformas como StubHub e Viagogo a preços exorbitantes. A Viagogo comparou a demanda pela turnê na Europa a algo que não se via "desde os Beatles". A venda geral no Reino Unido aconteceu de 17 a 19 de julho. Em Edimburgo, o City of Edinburgh Council permitiu o aumento da capacidade do Murrayfield Stadium de 67 mil para 72 mil lugares para os três shows de Swift. Na Irlanda, cerca de 500 mil pessoas se registraram para os shows em Dublin. Devido aos problemas nos sites durante a venda no Reino Unido, a Ticketmaster anunciou horários de venda escalonados para Dublin em 20 de julho de 2023; os ingressos esgotaram-se em minutos. O The Irish Times destacou que, ao contrário do Reino Unido, "a revenda de ingressos acima do valor nominal é ilegal na Irlanda desde 2021", e, portanto, não houve relatos de revenda abusiva.

## Bilheteria
Embora a equipe de Swift tenha mantido os dados de receita em sigilo, a The Eras Tour quebrou vários recordes de venda de ingressos globalmente. No primeiro dia da pré-venda nos Estados Unidos, a turnê vendeu mais de 2.4 milhões de ingressos, o maior número já registrado para um artista em um único dia, superando Robbie Williams, que havia vendido 1.6 milhão de ingressos para sua Close Encounters Tour em 2005. A Billboard informou em 15 de dezembro que a The Eras Tour já havia arrecadado aproximadamente US$ 554 milhões e projetou que a etapa norte-americana encerraria com US$ 591 milhões, ultrapassando o recorde feminino anterior de Madonna com a Sticky & Sweet Tour (US$ 407 milhões) em 2008-2009.
Em junho de 2023, o The Wall Street Journal relatou que a The Eras Tour estava a caminho de se tornar a maior da história, com potencial para arrecadar mais de US$ 1 bilhão; estimativas conservadoras da Pollstar projetaram uma arrecadação de US$ 1,4 bilhão. A Bloomberg News informou que a arrecadação média por show na etapa americana é de US$ 13 milhões. A Variety afirmou que a turnê havia arrecadado US$ 2 bilhões até outubro de 2023. De acordo com a Forbes, a turnê arrecadou US$ 780 milhões com 56 shows até agosto de 2023, tornando-se a turnê feminina de maior bilheteira da história, apenas com a etapa norte-americana, superando a Renaissance World Tour de Beyoncé. Em novembro de 2023, a Billboard estimou que a arrecadação já havia ultrapassado US$ 900 milhões e que o total poderia quase dobrar após os shows de 2024. Embora a equipe de Swift tenha afirmado que não pretende divulgar os dados finais, a Pollstar reportou em dezembro de 2023 uma arrecadação estimada de US$ 1.039.263.762 com 60 shows naquele ano, fazendo da The Eras Tour a turnê mais lucrativa da história e a primeira a alcançar a marca de US$ 1 bilhão. Em junho de 2024, a BBC estimou que 11 milhões de ingressos foram vendidos ao longo de toda a turnê. Em outubro de 2024, a Forbes informou que a turnê arrecadou US$ 1,15 bilhão adicional com 65 shows em 2024, elevando o faturamento estimado da turnê em US$ 1,93 bilhão. Em 9 de dezembro, um dia após o fim da turnê, o The New York Times divulgou o primeiro relatório oficial de receita confirmado pela Taylor Swift Touring, empresa de produção de Swift. Segundo a publicação, a turnê arrecadou US$ 2.077.618.725, com 10,1 milhões de espectadores.

## Lançamentos
Durante a turnê, Swift lançou diversas obras musicais. No dia da estreia, foram liberadas quatro faixas: as regravações de "Eyes Open" e "Safe & Sound", presentes na trilha sonora do filme The Hunger Games (2012); uma nova versão de "If This Was a Movie", faixa presente na edição deluxe do Speak Now (2010); e "All of the Girls You Loved Before", uma faixa descartada do álbum Lover.
Foi lançada também uma edição especial do Midnights, intitulada de The Late Night Edition, que esteve disponível exclusivamente no merch oficial da turnê a partir do show em East Rutherford, Nova Jersey, em 26 de maio de 2023. Esta edição continha a faixa bônus "You're Losing Me", que gerou grande expectativa entre os fãs. A Variety relatou que a procura foi tão intensa que houve longas filas no estádio um dia antes da abertura da loja de mercadorias.
No primeiro show em Nashville, em 5 de maio de 2023, Swift anunciou o lançamento de sua terceira regravação, Speak Now (Taylor's Version), com lançamento marcado para 7 de julho. Ela também estreou dois videoclipes, ambos escritos e dirigidos por ela, sendo os vídeos de "Karma", com participação da rapper norte-americana Ice Spice, e "I Can See You"; ambos foram exibidos antes do ato acústico nos primeiros shows de East Rutherford e Kansas City, respectivamente. Em 9 de agosto, durante o último show em Los Angeles, Swift anunciou o 1989 (Taylor's Version) como seu quarto álbum regravado, que foi lançado em 27 de outubro, exatamente nove anos após o lançamento do álbum original.
Em 13 de outubro de 2023, Swift lançou o filme-concerto homônimo, dirigido por Sam Wrench, nos cinemas ao redor do mundo. O filme foi produzido a partir das imagens registradas nos 3 primeiros shows de Los Angeles da turnê. Em uma ação sem precedentes, Swift fez uma parceria direta com os cinemas para a distribuição e exibição do filme, ao invés de contar com um grande estúdio cinematográfico. Tornou-se o filme-concerto de maior bilheteria de todos os tempos. Em 3 de novembro, a Hits relatou que um álbum ao vivo da turnê estava em negociação.
Em 16 de fevereiro de 2024, no primeiro show da turnê em Melbourne, Swift anunciou uma segunda variante de The Tortured Poets Department, com a faixa bônus "The Bolter". Em 23 de fevereiro, no primeiro show em Sydney, ela revelou outra variante do álbum, com a faixa bônus "The Albatross". A quarta e última variante, com a faixa bônus "The Black Dog", foi anunciada em 3 de março, durante o segundo show da turnê em Singapura. Em 20 de agosto, Swift estreou o videoclipe de "I Can Do It with a Broken Heart", uma canção inspirada na turnê, logo após de encerrar a etapa europeia da turnê em Londres. O vídeo apresenta cenas de apresentações ao vivo, ensaios, público e momentos nos bastidores.
Em 15 de outubro de 2024, Swift anunciou no Good Morning America o lançamento do livro Taylor Swift: The Eras Tour Book, que será lançado exclusivamente nas lojas Target em 29 e 30 de novembro, durante a Black Friday de 2024. Com 256 páginas, o livro apresenta mais de 500 fotos das apresentações e bastidores, acompanhadas de reflexões pessoais e anotações da própria Swift. Junto com o anúncio do livro, Swift também anunciou o lançamento do formato físico para CD e vinil do The Tortured Poets Department: The Anthology, que conta com todas as 31 faixas presentes no formato digital e mais 4 faixas acústicas.

## Prêmios
| Ano  | Cerimônia                       | Categoria                                                          | Resultado | Ref.    |
| ---- | ------------------------------- | ------------------------------------------------------------------ | --------- | ------- |
| 2023 | MTV Video Music Awards          | Show do Verão                                                      | Venceu    | [ 214 ] |
| 2023 | Guinness World Records          | Turnê Musical de Maior Bilheteria                                  | Venceu    | [ 215 ] |
| 2023 | Guinness World Records          | Turnê Musical de Maior Bilheteria de uma Artista Feminina          | Venceu    | [ 216 ] |
| 2023 | Guinness World Records          | Turnê Musical de Maior Bilheteria em um Único Ano                  | Venceu    | [ 217 ] |
| 2023 | Guinness World Records          | Turnê Musical de Maior Bilheteria de uma Artista Feminina (2023)   | Venceu    | [ 218 ] |
| 2023 | Guinness World Records          | Turnê Musical de Maior Bilheteria de um Artista Solo               | Venceu    | [ 219 ] |
| 2023 | Guinness World Records          | Turnê Musical de Maior Bilheteria por Show de uma Artista Feminina | Venceu    | [ 220 ] |
| 2024 | People's Choice Awards          | Turnê do Ano                                                       | Venceu    | [ 221 ] |
| 2024 | Pollstar Awards                 | Grande Turnê do Ano                                                | Venceu    | [ 222 ] |
| 2024 | Pollstar Awards                 | Turnê Pop do Ano                                                   | Indicada  | [ 222 ] |
| 2024 | Pollstar Awards                 | Parceria de Marca/Campanha Ao Vivo do Ano                          | Venceu    | [ 222 ] |
| 2024 | Pollstar Awards                 | Apoio/Convidado Especial do Ano                                    | Indicada  | [ 222 ] |
| 2024 | iHeartRadio Music Awards        | Estilo de Turnê Favorito do Ano                                    | Venceu    | [ 223 ] |
| 2024 | iHeartRadio Music Awards        | Turnê do Ano                                                       | Venceu    | [ 223 ] |
| 2024 | Nickelodeon Kids' Choice Awards | Ingresso Favorito do Ano                                           | Venceu    | [ 224 ] |
| 2024 | MTV Miaw                        | Evento do Ano                                                      | Indicada  | [ 225 ] |

## Impacto
A The Eras Tour teve um impacto profundo na indústria da música, no entretenimento e além, sendo descrita como um dos fenômenos culturais mais significativos do século XXI, gerando um nível de atenção semelhante ao Beatlemania da década de 1960. A turnê revitalizou economias locais, impulsionando negócios e o turismo em todas as cidades por onde passou, atraiu multidões até mesmo fora dos estádios, dominou ciclos de notícias e redes sociais, e recebeu homenagens de governos e organizações ao redor do mundo. Críticos frequentemente a descrevem como um evento monocultural, destacando o impacto de Swift na cultura popular. A turnê também provocou um aumento expressivo no consumo de sua discografia. A fortuna de Swift, que era de US$ 740 milhões antes do início da turnê, foi atualizada para US$ 1.1 bilhão após os primeiros 57 shows, tornando-a a primeira pessoa na história a alcançar o status de bilionária com a música como principal fonte de renda.

## Controvérsias

### Colapso nas vendas de ingressos nos EUA
Em 15 de novembro, durante a primeira pré-venda da turnê nos Estados Unidos, o site da Ticketmaster colapsou devido ao que a Variety chamou de "demanda historicamente sem precedentes". A Live Nation, empresa controladora da Ticketmaster, afirmou que havia se preparado para atender 1.5 milhão de fãs verificados, mas foi surpreendida por 14 milhões de acessos simultâneos. Em comunicado, a empresa admitiu que estava "despreparada" para lidar com o volume massivo de acessos, o que levou ao cancelamento das vendas subsequentes, alegando a impossibilidade de atender à demanda. O incidente gerou uma onda de críticas públicas e desencadeou um escrutínio político significativo. Fãs e consumidores criticaram a Ticketmaster por seus sistemas falhos e por não conseguir oferecer soluções técnicas eficazes. O problema chamou a atenção de legisladores norte-americanos, incluindo procuradores-gerais e membros do Congresso, e se tornou o foco de múltiplas investigações estaduais, federais e congressionais.

### Organização no Brasil
Em 11 de junho de 2023, ocorreram tumultos nas bilheterias dos shows da The Eras Tour no Brasil, quando cambistas tentaram furar a fila, incluindo alguns que estavam armados e ameaçaram violência, até que a polícia interveio. A T4F – Time For Fun, empresa responsável pela organização da turnê no Brasil, foi denunciada mais de 100 vezes às autoridades por sua inação diante dos problemas. Em resposta ao caos, legisladores federais brasileiros apresentaram o projeto "Lei Taylor Swift" em 20 de junho, que propõe penalizar cambistas com até quatro anos de prisão e multas de até 100 vezes o valor do ingresso.
No dia 17 de novembro de 2023, antes do primeiro show da turnê no Rio de Janeiro, a T4F proibiu os fãs de entrarem no local com suas próprias garrafas de água, apesar de ser um dos dias mais quentes da cidade, com um índice de calor de 59,3 °C, em meio a uma onda de calor no país. Vídeos postados nas redes sociais mostraram milhares de fãs esperando por horas sob o sol antes de poderem entrar no estádio. Em resposta à situação, Swift e sua equipe organizaram a distribuição de garrafas de água para a multidão. Durante o show, Ana Clara Benevides, uma das espectadoras, desmaiou nos primeiros minutos da apresentação e faleceu a caminho do hospital. A T4F enfrentou críticas intensas de fãs e políticos. Muitos alegaram que os organizadores do estádio "se recusaram" a fornecer água aos espectadores; uma investigação criminal foi aberta para apurar o caso. A causa da morte de Benevides foi confirmada como parada cardíaca decorrente de exaustão térmica. Swift lamentou publicamente a morte de Benevides nas redes sociais, e adiou o show programado para o dia 18 de novembro, remarcando-o para o dia 20, citando "temperaturas extremas" como motivo.

### Diplomacia na Ásia
O Primeiro-Ministro da Tailândia, Srettha Thavisin, afirmou que o governo de Singapura ofereceu subsídios de US$ 2 a 3 milhões por show da The Eras Tour em troca de tornar Singapura o único local na região do Sudeste Asiático. Ele criticou a exclusão dos demais países membros da ASEAN. Em resposta, o Conselho de Turismo de Singapura confirmou ter oferecido um "subsídio" para levar a turnê ao país e que o Ministério da Cultura, Comunidade e Juventude colaborou com o promotor da turnê, Anschutz Entertainment Group (AEG). No entanto, o conselho não revelou o valor do subsídio nem os termos envolvidos, citando "confidencialidade comercial". O ministro Edwin Tong comentou que o valor do subsídio especulado era "muito inferior ao que está sendo divulgado". Joey Salceda, membro da Câmara dos Representantes das Filipinas, criticou Singapura e pediu que o Departamento de Relações Exteriores das Filipinas buscasse uma explicação junto à Embaixada de Singapura em Manila. Sandiaga Uno, ministro do Turismo e Economia Criativa da Indonésia, também manifestou sua decepção, afirmando que "a Indonésia estava ansiosa para replicar o sucesso da 'Swiftonomics'". Posteriormente, o Primeiro-Ministro de Singapura, Lee Hsien Loong, garantiu que o subsídio de exclusividade não teve nenhuma intenção hostil.
Swift não incluiu a República Popular da China nem a República da China (Taiwan) na The Eras Tour. A ausência de Taiwan na turnê tornou-se um tema de debate político durante as campanhas eleitorais presidenciais e legislativas de Taiwan em 2024. Jaw Shaw-kong, candidato a vice-presidente pelo partido de oposição Kuomintang, afirmou que convidou Swift para se apresentar no Taipei Dome e que ela inicialmente aceitou, mas posteriormente recusou devido aos "riscos geopolíticos" das sensíveis relações entre os dois lados do Estreito. O Ministério da Cultura de Taiwan comentou sobre o assunto, mas não confirmou nem negou as alegações de Jaw. O prefeito de Kaohsiung, Chen Chi-mai, descreveu as alegações de Jaw sobre Swift como uma tentativa de manipular os eleitores.

### Ameaças à segurança na Europa
Em 18 de julho de 2024, um suspeito de perseguir Swift, acusado de ameaçar a cantora e seu namorado, o jogador de futebol americano Travis Kelce, nas redes sociais, foi detido e preso ao tentar entrar no segundo show de Swift em Gelsenkirchen, na Alemanha.
Em 7 de agosto, autoridades austríacas impediram um atentado planejado pelo Estado Islâmico (ISIS) contra os três shows de Swift em Viena. A polícia prendeu três jovens—um de 17, outro de 18 e um de 19 anos—que haviam sido "radicalizados na internet" e tinham conexões com o ISIS. Inicialmente, o diretor de segurança pública da Áustria, Franz Ruf, garantiu que os shows ocorreriam como previsto, com reforço na segurança para prevenir possíveis ameaças. No entanto, mais tarde naquele dia, a organizadora Barracuda Music anunciou o cancelamento dos três shows, com reembolso dos ingressos, após o governo austríaco confirmar a existência de um elaborado plano terrorista. Em 8 de agosto, grandes grupos de fãs que viajaram a Viena para os shows se reuniram em locais públicos para cantar e celebrar a música de Swift. Com a permissão da cantora, a emissora austríaca ORF transmitiu gratuitamente o filme-concerto na noite de 10 de agosto. Os shows em Londres tiveram a segurança reforçada.

## Filantropia
Swift fez doações para bancos de alimentos em cada parada da The Eras Tour, conforme relatado pelas organizações envolvidas, e contratou exclusivamente empresas locais para atender às necessidades diárias de sua equipe. Ao concluir a primeira etapa da turnê nos EUA, Swift distribuiu bônus "sem precedentes" totalizando mais de US$ 55 milhões para toda a sua equipe de turnê, incluindo US$ 100 mil para cada um dos 50 motoristas de caminhão responsáveis pelo transporte do palco e equipamentos de produção. Ela também teria adquirido mais que o dobro dos créditos de carbono necessários para compensar as emissões geradas por suas viagens durante a turnê. Em outubro de 2023, Swift doou ingressos da The Eras Tour para o Rare Impact Fund, uma iniciativa de caridade e conscientização sobre saúde mental criada pela empresa de cosméticos da cantora norte-americana Selena Gomez, Rare Beauty. Os ingressos leiloados foram vendidos por US$ 15 mil, tornando-se o "item mais valioso" do evento. Em 27 de abril de 2024, quatro ingressos da turnê arrecadaram US$ 80 mil em um leilão beneficente em prol da 15 and The Mahomies Foundation, uma instituição de caridade do jogador de futebol americano Patrick Mahomes.

## Repertório

### Março de 2023 a março de 2024
O repertório abaixo é constituído do primeiro show da turnê, realizado em 17 de março de 2023 em Glendale, não sendo representativo de todas as apresentações.
| Ato I – Lover 1. "Miss Americana & the Heartbreak Prince" 2. "Cruel Summer" 3. "The Man" 4. "You Need to Calm Down" 5. "Lover" 6. "The Archer" Ato II – Fearless 1. "Fearless" 2. "You Belong with Me" 3. "Love Story" Ato III – Evermore 1. "'Tis the Damn Season" 2. "Willow" 3. "Marjorie" 4. "Champagne Problems" 5. "Tolerate It" | Ato IV – Reputation 1. "...Ready for It?" 2. "Delicate" 3. "Don't Blame Me" 4. "Look What You Made Me Do" Ato V – Speak Now 1. "Enchanted" Ato VI – Red 1. "22" 2. "We Are Never Ever Getting Back Together" 3. "I Knew You Were Trouble" 4. "All Too Well (10 Minute Version)" Ato VII – Folklore 1. "Seven" (interlúdio falado) / "Invisible String" 2. "Betty" 3. "The Last Great American Dynasty" 4. "August" 5. "Illicit Affairs" 6. "My Tears Ricochet" 7. "Cardigan" | Ato VIII – 1989 1. "Style" 2. "Blank Space" 3. "Shake It Off" 4. "Wildest Dreams" 5. "Bad Blood" Ato IX – Acústico 1. Canção surpresa no violão 2. Canção surpresa no piano Ato X – Midnights 1. "Lavender Haze" 2. "Anti-Hero" 3. "Midnight Rain" 4. "Vigilante Shit" 5. "Bejeweled" 6. "Mastermind" 7. "Karma" |

#### Alterações
- A partir dos shows em Arlington, "The 1" substituiu "Invisible String", com exceção do segundo show em Nashville, onde Swift escolheu tocar "Invisible String" em homenagem ao banco dedicado a ela no Centennial Park.[288][289]
- "Nothing New" foi adicionada antes de "All Too Well (10 Minute Version)" em shows abertos por Phoebe Bridgers, que cantou a canção com Swift.[290][291]
- Durante os três shows em East Rutherford, Swift convidou Ice Spice para apresentar o remix de "Karma" com ela.
- Com o lançamento do Speak Now (Taylor's Version), "Long Live" foi adicionada de forma fixa após "Enchanted" no ato do Speak Now a partir dos shows em Kansas City.[292][288]
- Em shows onde a banda Haim fazia a abertura, "No Body, No Crime" substituiu "'Tis the Damn Season", com a banda apresentando a canção ao lado de Swift.[293]

### Maio de 2024 a dezembro de 2024
O repertório abaixo é constituído do show realizado em 09 de maio de 2024 em Nanterre, França, não sendo representativo de todas as apresentações.
| Ato I – Lover 1. "Miss Americana & the Heartbreak Prince" 2. "Cruel Summer" 3. "The Man" 4. "You Need to Calm Down" 5. "Lover" Ato II – Fearless 1. "Fearless" 2. "You Belong with Me" 3. "Love Story" Ato III – Red 1. "22" 2. "We Are Never Ever Getting Back Together" 3. "I Knew You Were Trouble" 4. "All Too Well (10 Minute Version)" Act IV – Speak Now 1. "Enchanted" | Ato V – Reputation 1. "...Ready for It?" 2. "Delicate" 3. "Don't Blame Me" 4. "Look What You Made Me Do" Ato VI – Folklore & Evermore 1. "Cardigan" 2. "Betty" 3. "Champagne Problems" 4. "August" 5. "Illicit Affairs" 6. "My Tears Ricochet" 7. "Marjorie" 8. "Willow" Ato VII – 1989 1. "Style" 2. "Blank Space" 3. "Shake It Off" 4. "Wildest Dreams" 5. "Bad Blood" | Ato VIII – The Tortured Poets Department 1. "But Daddy I Love Him" / "So High School" 2. "Who's Afraid of Little Old Me?" 3. "Down Bad" 4. "Fortnight" 5. "The Smallest Man Who Ever Lived" 6. "I Can Do It with a Broken Heart" Ato IX – Acústico 1. Canção surpresa no violão 2. Canção surpresa no piano Ato X – Midnights 1. "Lavender Haze" 2. "Anti-Hero" 3. "Midnight Rain" 4. "Vigilante Shit" 5. "Bejeweled" 6. "Mastermind" 7. "Karma" |

#### Alterações
- "Florida!!!" foi adicionada depois de "So High School" apenas para o oitavo show em Londres e os três shows em Miami; Swift cantou a música com Florence Welch do grupo Florence + The Machine. Essa mudança foi desfeita a partir da primeira noite em Nova Orleans.[296][297]

### Canções surpresa
Durante a turnê, Swift apresentou duas faixas de sua discografia em cada show como "canções surpresa" no nono ato–a primeira no violão e a segundo no piano.

## Datas
| Data (2023)                | Cidade                     | País                       | Local                           | Ato(s) de abertura            |                            |                            |
| Etapa 1 — América do Norte | Etapa 1 — América do Norte | Etapa 1 — América do Norte | Etapa 1 — América do Norte      | Etapa 1 — América do Norte    | Etapa 1 — América do Norte | Etapa 1 — América do Norte |
| -------------------------- | -------------------------- | -------------------------- | ------------------------------- | ----------------------------- | -------------------------- | -------------------------- |
| 17 de março                | Glendale                   | Estados Unidos             | State Farm Stadium              | Paramore Gayle                |                            |                            |
| 18 de março                | Glendale                   | Estados Unidos             | State Farm Stadium              | Paramore Gayle                |                            |                            |
| 24 de março                | Paradise                   | Estados Unidos             | Allegiant Stadium               | Beabadoobee Gayle             |                            |                            |
| 25 de março                | Paradise                   | Estados Unidos             | Allegiant Stadium               | Beabadoobee Gayle             |                            |                            |
| 31 de março                | Arlington                  | Estados Unidos             | AT&T Stadium                    | Muna Gayle                    |                            |                            |
| 1 de abril                 | Arlington                  | Estados Unidos             | AT&T Stadium                    | Beabadoobee Gracie Abrams     |                            |                            |
| 2 de abril                 | Arlington                  | Estados Unidos             | AT&T Stadium                    | Beabadoobee Gracie Abrams     |                            |                            |
| 13 de abril                | Tampa                      | Estados Unidos             | Raymond James Stadium           | Beabadoobee Gayle             |                            |                            |
| 14 de abril                | Tampa                      | Estados Unidos             | Raymond James Stadium           | Beabadoobee Gracie Abrams     |                            |                            |
| 15 de abril                | Tampa                      | Estados Unidos             | Raymond James Stadium           | Beabadoobee Gracie Abrams     |                            |                            |
| 21 de abril                | Houston                    | Estados Unidos             | NRG Stadium                     | Beabadoobee Gracie Abrams     |                            |                            |
| 22 de abril                | Houston                    | Estados Unidos             | NRG Stadium                     | Beabadoobee Gracie Abrams     |                            |                            |
| 23 de abril                | Houston                    | Estados Unidos             | NRG Stadium                     | Beabadoobee Gracie Abrams     |                            |                            |
| 28 de abril                | Atlanta                    | Estados Unidos             | Mercedes-Benz Stadium           | Beabadoobee Gracie Abrams     |                            |                            |
| 29 de abril                | Atlanta                    | Estados Unidos             | Mercedes-Benz Stadium           | Beabadoobee Gracie Abrams     |                            |                            |
| 30 de abril                | Atlanta                    | Estados Unidos             | Mercedes-Benz Stadium           | Muna Gayle                    |                            |                            |
| 5 de maio                  | Nashville                  | Estados Unidos             | Nissan Stadium                  | Phoebe Bridgers Gracie Abrams |                            |                            |
| 6 de maio                  | Nashville                  | Estados Unidos             | Nissan Stadium                  | Phoebe Bridgers Gayle         |                            |                            |
| 7 de maio                  | Nashville                  | Estados Unidos             | Nissan Stadium                  | —                             |                            |                            |
| 12 de maio                 | Filadélfia                 | Estados Unidos             | Lincoln Financial Field         | Phoebe Bridgers Gayle         |                            |                            |
| 13 de maio                 | Filadélfia                 | Estados Unidos             | Lincoln Financial Field         | Phoebe Bridgers Gayle         |                            |                            |
| 14 de maio                 | Filadélfia                 | Estados Unidos             | Lincoln Financial Field         | Phoebe Bridgers Gracie Abrams |                            |                            |
| 19 de maio                 | Foxborough                 | Estados Unidos             | Gillette Stadium                | Phoebe Bridgers Gayle         |                            |                            |
| 20 de maio                 | Foxborough                 | Estados Unidos             | Gillette Stadium                | Phoebe Bridgers Gayle         |                            |                            |
| 21 de maio                 | Foxborough                 | Estados Unidos             | Gillette Stadium                | Phoebe Bridgers Gracie Abrams |                            |                            |
| 26 de maio                 | East Rutherford            | Estados Unidos             | MetLife Stadium                 | Phoebe Bridgers Gayle         |                            |                            |
| 27 de maio                 | East Rutherford            | Estados Unidos             | MetLife Stadium                 | Phoebe Bridgers Gracie Abrams |                            |                            |
| 28 de maio                 | East Rutherford            | Estados Unidos             | MetLife Stadium                 | Phoebe Bridgers Owenn         |                            |                            |
| 2 de junho                 | Chicago                    | Estados Unidos             | Soldier Field                   | Girl in Red Owenn             |                            |                            |
| 3 de junho                 | Chicago                    | Estados Unidos             | Soldier Field                   | Girl in Red Owenn             |                            |                            |
| 4 de junho                 | Chicago                    | Estados Unidos             | Soldier Field                   | Muna Gracie Abrams            |                            |                            |
| 9 de junho                 | Detroit                    | Estados Unidos             | Ford Field                      | Girl in Red Gracie Abrams     |                            |                            |
| 10 de junho                | Detroit                    | Estados Unidos             | Ford Field                      | Girl in Red Owenn             |                            |                            |
| 16 de junho                | Pittsburgh                 | Estados Unidos             | Acrisure Stadium                | Girl in Red Gracie Abrams     |                            |                            |
| 17 de junho                | Pittsburgh                 | Estados Unidos             | Acrisure Stadium                | Girl in Red Owenn             |                            |                            |
| 23 de junho                | Minneapolis                | Estados Unidos             | U.S. Bank Stadium               | Girl in Red Gracie Abrams     |                            |                            |
| 24 de junho                | Minneapolis                | Estados Unidos             | U.S. Bank Stadium               | Girl in Red Owenn             |                            |                            |
| 30 de junho                | Cincinnati                 | Estados Unidos             | Paycor Stadium                  | Muna Gracie Abrams            |                            |                            |
| 1 de julho                 | Cincinnati                 | Estados Unidos             | Paycor Stadium                  | Muna                          |                            |                            |
| 7 de julho                 | Kansas City                | Estados Unidos             | GEHA Field at Arrowhead Stadium | Muna Gracie Abrams            |                            |                            |
| 8 de julho                 | Kansas City                | Estados Unidos             | GEHA Field at Arrowhead Stadium | Muna Gracie Abrams            |                            |                            |
| 14 de julho                | Denver                     | Estados Unidos             | Empower Field at Mile High      | Muna Gracie Abrams            |                            |                            |
| 15 de julho                | Denver                     | Estados Unidos             | Empower Field at Mile High      | Muna Gracie Abrams            |                            |                            |
| 22 de julho                | Seattle                    | Estados Unidos             | Lumen Field                     | Haim Gracie Abrams            |                            |                            |
| 23 de julho                | Seattle                    | Estados Unidos             | Lumen Field                     | Haim Gracie Abrams            |                            |                            |
| 28 de julho                | Santa Clara                | Estados Unidos             | Levi's Stadium                  | Haim Gracie Abrams            |                            |                            |
| 29 de julho                | Santa Clara                | Estados Unidos             | Levi's Stadium                  | Haim Gracie Abrams            |                            |                            |
| 3 de agosto                | Inglewood                  | Estados Unidos             | SoFi Stadium                    | Haim Gracie Abrams            |                            |                            |
| 4 de agosto                | Inglewood                  | Estados Unidos             | SoFi Stadium                    | Haim Owenn                    |                            |                            |
| 5 de agosto                | Inglewood                  | Estados Unidos             | SoFi Stadium                    | Haim Gayle                    |                            |                            |
| 7 de agosto                | Inglewood                  | Estados Unidos             | SoFi Stadium                    | Haim Gracie Abrams            |                            |                            |
| 8 de agosto                | Inglewood                  | Estados Unidos             | SoFi Stadium                    | Haim Gracie Abrams            |                            |                            |
| 9 de agosto                | Inglewood                  | Estados Unidos             | SoFi Stadium                    | Haim Gayle                    |                            |                            |
| Etapa 2 — América Latina   |                            |                            |                                 |                               |                            |                            |
| 24 de agosto               | Cidade do México           | México                     | Foro Sol                        | Sabrina Carpenter             |                            |                            |
| 25 de agosto               | Cidade do México           | México                     | Foro Sol                        | Sabrina Carpenter             |                            |                            |
| 26 de agosto               | Cidade do México           | México                     | Foro Sol                        | Sabrina Carpenter             |                            |                            |
| 27 de agosto               | Cidade do México           | México                     | Foro Sol                        | Sabrina Carpenter             |                            |                            |
| 9 de novembro              | Buenos Aires               | Argentina                  | Estádio River Plate             | Sabrina Carpenter Louta       |                            |                            |
| 11 de novembro             | Buenos Aires               | Argentina                  | Estádio River Plate             | Sabrina Carpenter Louta       |                            |                            |
| 12 de novembro             | Buenos Aires               | Argentina                  | Estádio River Plate             | Sabrina Carpenter Louta       |                            |                            |
| 17 de novembro             | Rio de Janeiro             | Brasil                     | Estádio Olímpico Nilton Santos  | Sabrina Carpenter             |                            |                            |
| 19 de novembro             | Rio de Janeiro             | Brasil                     | Estádio Olímpico Nilton Santos  | Sabrina Carpenter             |                            |                            |
| 20 de novembro             | Rio de Janeiro             | Brasil                     | Estádio Olímpico Nilton Santos  | Sabrina Carpenter             |                            |                            |
| 24 de novembro             | São Paulo                  | Brasil                     | Allianz Parque                  | Sabrina Carpenter             |                            |                            |
| 25 de novembro             | São Paulo                  | Brasil                     | Allianz Parque                  | Sabrina Carpenter             |                            |                            |
| 26 de novembro             | São Paulo                  | Brasil                     | Allianz Parque                  | Sabrina Carpenter             |                            |                            |

| 7 de fevereiro             | Tóquio           | Japão          | Tokyo Dome                    | —                          |
| 8 de fevereiro             | Tóquio           | Japão          | Tokyo Dome                    | —                          |
| 9 de fevereiro             | Tóquio           | Japão          | Tokyo Dome                    | —                          |
| 10 de fevereiro            | Tóquio           | Japão          | Tokyo Dome                    | —                          |
| 16 de fevereiro            | Melbourne        | Austrália      | Melbourne Cricket Ground      | Sabrina Carpenter          |
| 17 de fevereiro            | Melbourne        | Austrália      | Melbourne Cricket Ground      | Sabrina Carpenter          |
| 18 de fevereiro            | Melbourne        | Austrália      | Melbourne Cricket Ground      | Sabrina Carpenter          |
| 23 de fevereiro            | Sydney           | Austrália      | Accor Stadium                 | —                          |
| 24 de fevereiro            | Sydney           | Austrália      | Accor Stadium                 | Sabrina Carpenter          |
| 25 de fevereiro            | Sydney           | Austrália      | Accor Stadium                 | Sabrina Carpenter          |
| 26 de fevereiro            | Sydney           | Austrália      | Accor Stadium                 | Sabrina Carpenter          |
| 2 de março                 | Singapura        | Singapura      | Estádio Nacional de Singapura | Sabrina Carpenter          |
| 3 de março                 | Singapura        | Singapura      | Estádio Nacional de Singapura | Sabrina Carpenter          |
| 4 de março                 | Singapura        | Singapura      | Estádio Nacional de Singapura | Sabrina Carpenter          |
| 7 de março                 | Singapura        | Singapura      | Estádio Nacional de Singapura | Sabrina Carpenter          |
| 8 de março                 | Singapura        | Singapura      | Estádio Nacional de Singapura | Sabrina Carpenter          |
| 9 de março                 | Singapura        | Singapura      | Estádio Nacional de Singapura | Sabrina Carpenter          |
| Etapa 4 — Europa           |                  |                |                               |                            |
| 9 de maio                  | Nanterre         | França         | Paris La Défense Arena        | Paramore                   |
| 10 de maio                 | Nanterre         | França         | Paris La Défense Arena        | Paramore                   |
| 11 de maio                 | Nanterre         | França         | Paris La Défense Arena        | Paramore                   |
| 12 de maio                 | Nanterre         | França         | Paris La Défense Arena        | Paramore                   |
| 17 de maio                 | Estocolmo        | Suécia         | Friends Arena                 | Paramore                   |
| 18 de maio                 | Estocolmo        | Suécia         | Friends Arena                 | Paramore                   |
| 19 de maio                 | Estocolmo        | Suécia         | Friends Arena                 | Paramore                   |
| 24 de maio                 | Lisboa           | Portugal       | Estádio da Luz                | Paramore                   |
| 25 de maio                 | Lisboa           | Portugal       | Estádio da Luz                | Paramore                   |
| 29 de maio                 | Madrid           | Espanha        | Estádio Santiago Bernabéu     | Paramore                   |
| 30 de maio                 | Madrid           | Espanha        | Estádio Santiago Bernabéu     | Paramore                   |
| 2 de junho                 | Décines-Charpieu | França         | Groupama Stadium              | Paramore                   |
| 3 de junho                 | Décines-Charpieu | França         | Groupama Stadium              | Paramore                   |
| 7 de junho                 | Edimburgo        | Escócia        | Murrayfield Stadium           | Paramore                   |
| 8 de junho                 | Edimburgo        | Escócia        | Murrayfield Stadium           | Paramore                   |
| 9 de junho                 | Edimburgo        | Escócia        | Murrayfield Stadium           | Paramore                   |
| 13 de junho                | Liverpool        | Inglaterra     | Anfield                       | Paramore                   |
| 14 de junho                | Liverpool        | Inglaterra     | Anfield                       | Paramore                   |
| 15 de junho                | Liverpool        | Inglaterra     | Anfield                       | Paramore                   |
| 18 de junho                | Cardiff          | País de Gales  | Principality Stadium          | Paramore                   |
| 21 de junho                | Londres          | Inglaterra     | Estádio de Wembley            | Paramore Mette             |
| 22 de junho                | Londres          | Inglaterra     | Estádio de Wembley            | Paramore Griff             |
| 23 de junho                | Londres          | Inglaterra     | Estádio de Wembley            | Paramore Benson Boone      |
| 28 de junho                | Dublin           | Irlanda        | Aviva Stadium                 | Paramore                   |
| 29 de junho                | Dublin           | Irlanda        | Aviva Stadium                 | Paramore                   |
| 30 de junho                | Dublin           | Irlanda        | Aviva Stadium                 | Paramore                   |
| 4 de julho                 | Amesterdão       | Países Baixos  | Johan Cruijff Arena           | Paramore                   |
| 5 de julho                 | Amesterdão       | Países Baixos  | Johan Cruijff Arena           | Paramore                   |
| 6 de julho                 | Amesterdão       | Países Baixos  | Johan Cruijff Arena           | Paramore                   |
| 9 de julho                 | Zurique          | Suíça          | Estádio Letzigrund            | Paramore                   |
| 10 de julho                | Zurique          | Suíça          | Estádio Letzigrund            | Paramore                   |
| 13 de julho                | Milão            | Itália         | San Siro                      | Paramore                   |
| 14 de julho                | Milão            | Itália         | San Siro                      | Paramore                   |
| 17 de julho                | Gelsenkirchen    | Alemanha       | Veltins-Arena                 | Paramore                   |
| 18 de julho                | Gelsenkirchen    | Alemanha       | Veltins-Arena                 | Paramore                   |
| 19 de julho                | Gelsenkirchen    | Alemanha       | Veltins-Arena                 | Paramore                   |
| 23 de julho                | Hamburgo         | Alemanha       | Volksparkstadion              | Paramore                   |
| 24 de julho                | Hamburgo         | Alemanha       | Volksparkstadion              | Paramore                   |
| 27 de julho                | Munique          | Alemanha       | Olympiastadion                | Paramore                   |
| 28 de julho                | Munique          | Alemanha       | Olympiastadion                | Paramore                   |
| 1 de agosto                | Varsóvia         | Polónia        | PGE Narodowy                  | Paramore                   |
| 2 de agosto                | Varsóvia         | Polónia        | PGE Narodowy                  | Paramore                   |
| 3 de agosto                | Varsóvia         | Polónia        | PGE Narodowy                  | Paramore                   |
| 15 de agosto               | Londres          | Inglaterra     | Estádio de Wembley            | Paramore Sofia Isella      |
| 16 de agosto               | Londres          | Inglaterra     | Estádio de Wembley            | Paramore Holly Humberstone |
| 17 de agosto               | Londres          | Inglaterra     | Estádio de Wembley            | Paramore Suki Waterhouse   |
| 19 de agosto               | Londres          | Inglaterra     | Estádio de Wembley            | Paramore Maisie Peters     |
| 20 de agosto               | Londres          | Inglaterra     | Estádio de Wembley            | Paramore Raye              |
| Etapa 5 — América do Norte |                  |                |                               |                            |
| 18 de outubro              | Miami Gardens    | Estados Unidos | Hard Rock Stadium             | Gracie Abrams              |
| 19 de outubro              | Miami Gardens    | Estados Unidos | Hard Rock Stadium             | Gracie Abrams              |
| 20 de outubro              | Miami Gardens    | Estados Unidos | Hard Rock Stadium             | Gracie Abrams              |
| 25 de outubro              | Nova Orleães     | Estados Unidos | Caesars Superdome             | Gracie Abrams              |
| 26 de outubro              | Nova Orleães     | Estados Unidos | Caesars Superdome             | Gracie Abrams              |
| 27 de outubro              | Nova Orleães     | Estados Unidos | Caesars Superdome             | Gracie Abrams              |
| 1 de novembro              | Indianápolis     | Estados Unidos | Lucas Oil Stadium             | Gracie Abrams              |
| 2 de novembro              | Indianápolis     | Estados Unidos | Lucas Oil Stadium             | Gracie Abrams              |
| 3 de novembro              | Indianápolis     | Estados Unidos | Lucas Oil Stadium             | Gracie Abrams              |
| 14 de novembro             | Toronto          | Canadá         | Rogers Centre                 | Gracie Abrams              |
| 15 de novembro             | Toronto          | Canadá         | Rogers Centre                 | Gracie Abrams              |
| 16 de novembro             | Toronto          | Canadá         | Rogers Centre                 | Gracie Abrams              |
| 21 de novembro             | Toronto          | Canadá         | Rogers Centre                 | Gracie Abrams              |
| 22 de novembro             | Toronto          | Canadá         | Rogers Centre                 | Gracie Abrams              |
| 23 de novembro             | Toronto          | Canadá         | Rogers Centre                 | Gracie Abrams              |
| 6 de dezembro              | Vancouver        | Canadá         | BC Place                      | Gracie Abrams              |
| 7 de dezembro              | Vancouver        | Canadá         | BC Place                      | Gracie Abrams              |
| 8 de dezembro              | Vancouver        | Canadá         | BC Place                      | Gracie Abrams              |

### Showscancelados
| Data                 | Cidade | País    | Local                | Motivo                         | Ref.    |
| -------------------- | ------ | ------- | -------------------- | ------------------------------ | ------- |
| 8 de agosto de 2024  | Viena  | Áustria | Ernst-Happel-Stadion | Ameaças de atentado terrorista | [ 271 ] |
| 9 de agosto de 2024  | Viena  | Áustria | Ernst-Happel-Stadion | Ameaças de atentado terrorista | [ 271 ] |
| 10 de agosto de 2024 | Viena  | Áustria | Ernst-Happel-Stadion | Ameaças de atentado terrorista | [ 271 ] |

## Equipe
Todo o processo de elaboração da The Eras Tour atribui os seguintes créditos:
Banda
- Taylor Swift: vocalista principal, violão, piano
- Max Bernstein: co-líder da banda, guitarra, teclado, pedal steel
- Matt Billingslea: bateria
- Karina DePiano: piano
- Amos Heller: baixo, teclado baixo
- Mike Meadows: co-líder da banda, guitarra, teclado, harmônica, violoncelo, bandolim, vocalista de apoio
- Paul Sidoti: guitarra
- Jeslyn Gorman: vocalista de apoio (exceto nos shows em Seattle, América Latina, Tóquio, Melbourne e Varsóvia)
- Kamilah Marshall: vocalista de apoio, capitã de dança das vocalistas de apoio, vocalista de apoio
- Melanie Nyema: vocalista de apoio, líder da seção de vocalistas de apoio, tamborim
- Eliotte Woodford: vocalista de apoio

Dançarinos
- Amanda Balen: capitã de dança
- Taylor Banks
- Karen Chuang
- Audrey Douglass
- Tori Evans
- Natalie Lecznar
- Tamiya Lewis
- Sam McWilliams
- Sydney Moss
- Natalie Peterson
- Jan Ravnik
- Kameron Saunders
- Kevin Scheitzbach
- Raphael Thomas
- Whyley Yoshimura